# Henry Miers
Sir Henry Alexander Miers, född 25 maj 1858 i Rio de Janeiro, död 10 december 1942, var en brittisk mineralog.
Miers var assistent vid den mineralogiska avdelningen av British Museum 1882–95 och därjämte 1886–95 lärare i kristallografi vid South Kensington Technical College, var 1895–1908 professor i mineralogi i Oxford och 1908–15 principal (rektor) för University of London samt var 1915–26 vice kansler för University of Manchester och professor i kristallografi där. Han var ledamot av Royal Society och adlades 1912.
Miers vetenskapliga arbeten behandlar väsentligen den geometriska kristallografin och såväl beskriver olika minerals utbildning och kristallform som berör teoretiska frågor inom denna ämnesgren. Särskilt bör framhållas, hur han genom inventiösa undersökningsanordningar lyckades kristallografiskt mäta vinklarna hos kristaller under deras bildning, varvid i flera fall intermediärt bildades andra ytor än de definitiva. Han utgav även en lärobok, Mineralogy, an Introduction to the Study of Minerals (1902) och tilldelades Wollastonmedaljen 1934.